# 諏訪ノ平駅
諏訪ノ平駅（すわのたいらえき）は、青森県三戸郡南部町大字玉掛字諏訪ノ平にある、青い森鉄道青い森鉄道線の駅である。

## 歴史
- 1933年（昭和8年）1月15日：鉄道省の駅として開業[1]。
- 1962年（昭和37年）4月1日：貨物扱い廃止[2]。
- 1980年（昭和55年）5月1日：荷物扱い廃止[1]。無人化[3]。国鉄OBが駅業務を受託（売店兼務）、簡易委託駅となる。
- 1987年（昭和62年）4月1日：国鉄分割民営化に伴い、東日本旅客鉄道（JR東日本）の駅となる[1]。
- 199x年：完全無人化。
- 2002年（平成14年）12月1日：東北新幹線八戸延伸に伴い、JR東日本より分離された青い森鉄道の駅となる[4]。
- 2017年（平成29年）2月28日：自動券売機の営業を終了[5]。
- 2021年（令和3年）3月31日：待合室のストーブの設置・稼働を終了[6]。

## 駅構造
単式ホーム2面2線を持つ地上駅である。国鉄時代は2面3線の駅で中線は上・下線の待避線として使っていた。互いのホームは跨線橋で連絡している。カーブに沿ってホームがあるためカントが大きく、列車が傾いて停車する。
八戸駅管理の無人駅。

### のりば
| 番線 | 路線          | 方向 | 行先     |
| ---- | ------------- | ---- | -------- |
| 1    | ■青い森鉄道線 | 下り | 青森方面 |
| 2    | ■青い森鉄道線 | 上り | 目時方面 |

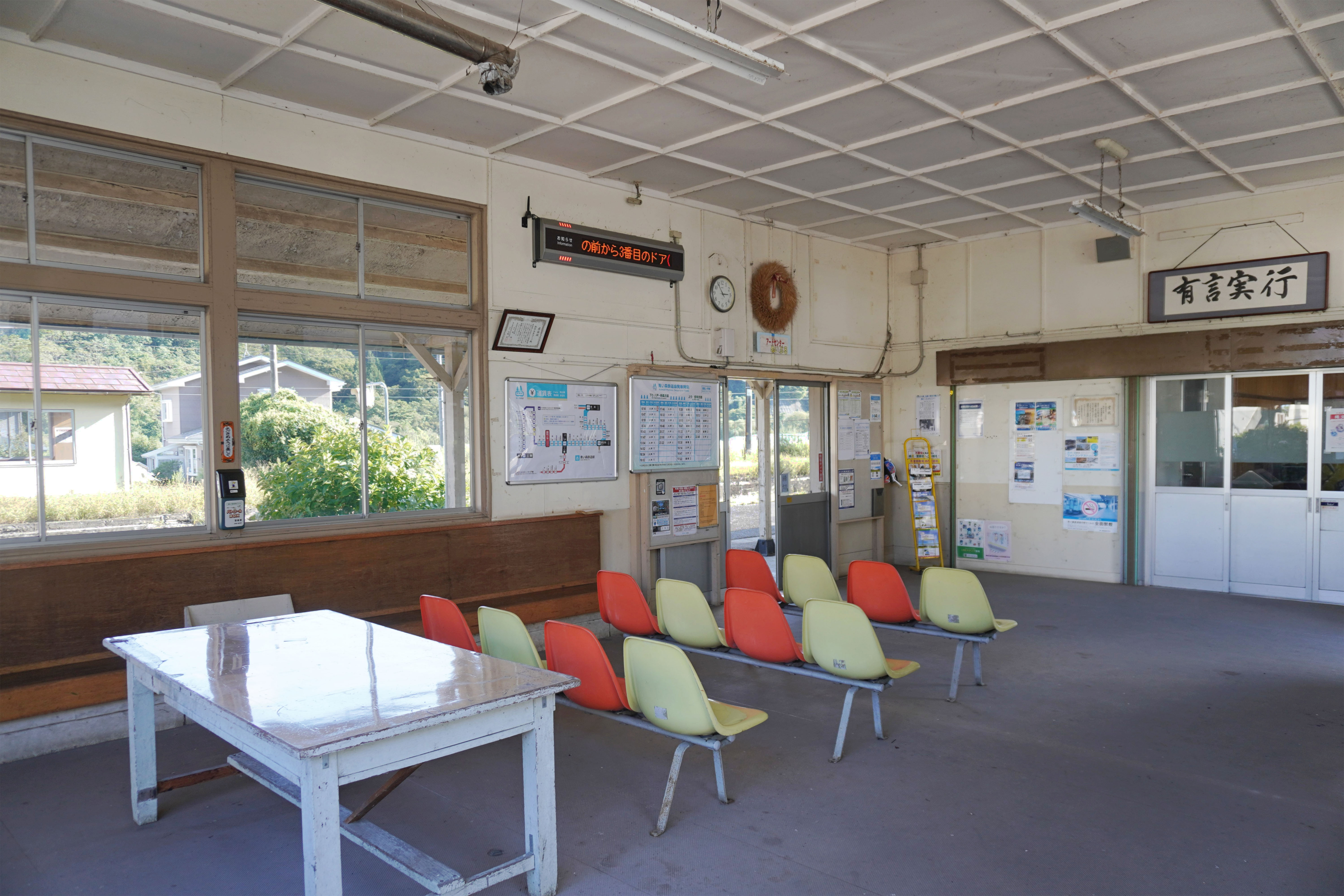
駅舎内（2023年9月）
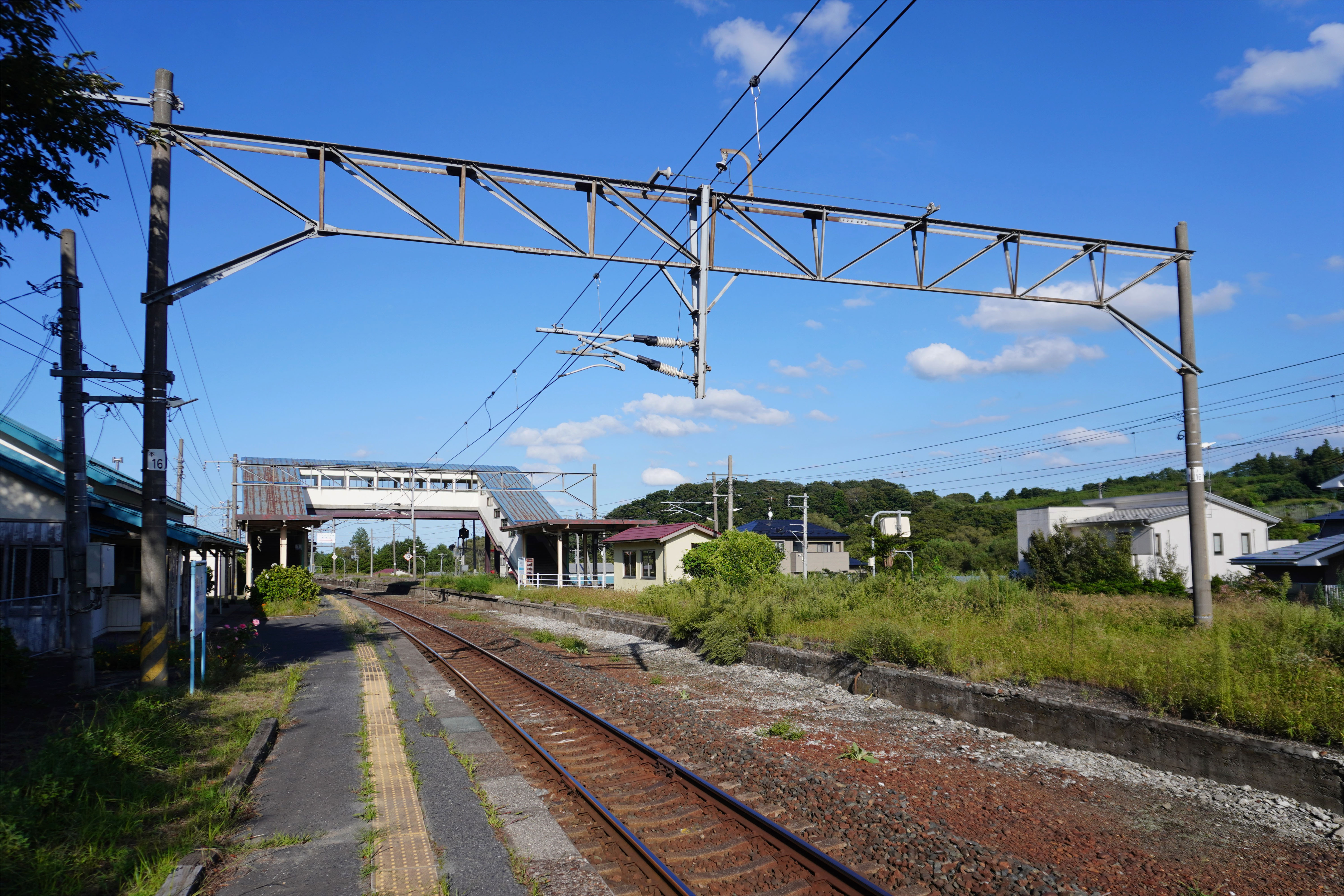
ホーム（2023年9月）

## 利用状況
| 1日乗降人員推移 | 1日乗降人員推移 |
| 年度            | 1日平均人数     |
| --------------- | --------------- |
| 2006年          | 138             |
| 2007年          |                 |
| 2008年          |                 |
| 2009年          |                 |
| 2010年          |                 |
| 2011年          | 70              |
| 2012年          | 73              |
| 2013年          | 58              |
| 2014年          | 64              |
| 2015年          | 76              |
| 2016年          | 79              |
| 2017年          | 52              |
| 2018年          | 64              |

## 駅周辺
- 青森県道224号高瀬諏訪平停車場線
  - 国道4号
    - 青森県道222号赤石沖田面線

  - 青森県道134号櫛引上名久井三戸線
- 馬淵川
- 諏訪神社
- 諏訪平郵便局
- なんぶふるさと物産館（農産物直売所） - 駅から徒歩15分[7]。
- ながわ農業観光案内所[11] - 駅から徒歩55分[7]。
- 名久井岳
- 名久井岳県立自然公園[12]
- 法光寺[13]

## バス路線
| 運行事業者                          | 系統・行先                                                     | 備考                           |
| 諏訪ノ平駅                          | 諏訪ノ平駅                                                     | 諏訪ノ平駅                     |
| ----------------------------------- | -------------------------------------------------------------- | ------------------------------ |
| なんぶちぇりバス                    | 法光寺・諏訪ノ平駅線：上名久井・名川分庁舎前・チェリリン村方面 | 平日夕方1本、土日祝1本のみ運行 |
| 諏訪ノ平                            |                                                                |                                |
| 南部バス （岩手県北自動車南部支社） | - P8：八戸（ラピア） - T170：三戸営業所 - 190：田子            |                                |
| なんぶちぇりバス                    | - 三戸駅 - バーデハウス                                        |                                |

## 隣の駅
青い森鉄道
■青い森鉄道線
三戸駅 - 諏訪ノ平駅 - 剣吉駅